# Зороастрийский храм в селении Чак-Чак
Зороастрийский храм в селении Чак-Чак (перс. چک‌چک‎) – одна из главных зороастрийских святынь в Иране. Эта святыня, которую иранские зороастрийцы также называют Пиресабз, находится в провинции Йезд, шахрестане Ордоган.

## История
До сих пор религиозные деятели и историки имеют различные точки зрения на историю происхождения храма, поскольку он построен прямо в середине горы.
Согласно верованиям зороастрийцев, храм находится в том месте, где нашла убежище дочь последнего царя Сасанидов Йездигерда III Никбану. Преследуемая арабской армией, Никбану взмолилась богу Ахура Мазде о защите. В ответ на её молитву гора раздвинулась и спрятала её.
Достопримечательностью в храме Чак-чак является источник, капли которого по легенде считаются слезами в память о Никбану. Существует мнение, что название «Чак-чак» произошло от звука капающей из горной породы воды.
Рядом с источником находится дерево, которое называют бывшей тростью Никбану.

## Храм
Святыня Чак-Чак состоит из храма и других зданий, имеющих ступенчатую пятиэтажную конструкцию.
Вход в храм закрывают железные двери с изображениями воинов ахеменидской эпохи. Пол храма сделан из мрамора. В середине в печи постоянно горит святой огонь. Во дворе храма находятся другие здания, используемые для размещения паломников.

## Ежегодный праздник
Ежегодно с 14 по 18 июня (24-28 хордада) зороастрийцы из Ирана и других стран приезжают в храм и собираются вместе для проведения церемонии Мехраган. Согласно традиции, паломники должны последнюю часть пути к храму проделать пешком.
В эти дни прихожане поют весёлые песни и молятся. В своих молитвах зороастрийцы вспоминают о людях, которые перед лицом врага сохранили своё достоинство и при помощи Ахура Мазды укрылись от врагов в горах.
Помимо совершения молитвы, паломники наслаждаются природой и прекрасными видами.
Паломничество в эти дни считается важным для зороастрийцев настолько, что некоторые называют его зороастрийским хаджем.